# Anastasiakirche
Anastasiakirchen sind der Anastasia von Sirmium gewidmet
- Anastasiakapelle (Benediktbeuern)
- St.-Anastasia-Kapelle auf dem Münchner Waldfriedhof
- St. Anastasia (Baisingen) in Rottenburg
- Sant’Anastasia al Palatino, Rom, Italien
- Sant’Anastasia (Verona), Italien
- Kathedrale St. Anastasia, Zadar, Kroatien
- Kirche der Heiligen Anastasia zu Tjoply Stan, Russland

## Weitere
- Anastassijakirche (Hluchiw), Ukraine